# Kleine bruine skink
De kleine bruine skink (Scincella lateralis) is een hagedis uit de familie skinken (Scincidae).

## Naamgeving
De wetenschappelijke naam van de soort werd voor het eerst voorgesteld door Thomas Say in 1823. Oorspronkelijk werd de naam Scincus lateralis gebruikt. De soort werd vroeger tot het geslacht Lygosoma gerekend, maar dit wordt beschouwd als verouderd.

## Uiterlijke kenmerken
De skink is te herkennen aan de bruinrode bovenzijde met iets lichtere strepen aan de bovenzijde van de flanken. Daaronder is donkerbruine tot zwarte streep aanwezig die loopt van de staart naar achter het oog. De buik is meestal wit tot geelwit en de onderzijde van de flanken hebben meestal een zeer fijn patroon van donkere vlekjes. Geheel bruine exemplaren komen echter ook voor, evenals melanische (zwarte) dieren.
De schubben zijn erg glad. In vergelijking met veel andere skinken zijn de poten goed ontwikkeld en staan niet ver uit elkaar. De oogleden zijn beweeglijk en hebben een doorzichtig venster, zodat de hagedis met gesloten ogen toch kan zien, wat handig is bij het graven. De staart is zeer dik en lang, en een duidelijke hals ontbreekt. De totale lichaamslengte is maximaal 15 centimeter waarvan meer dan de helft bestaat uit staart.

## Levenswijze
De hagedis eet kleine ongewervelden zoals insecten en slakken, die tussen de boomstronken en in de strooisellaag gezocht worden. De voortplantingstijd duurt aanmerkelijk langer dan bij andere soorten, de vrouwtjes kunnen wel vijf keer per jaar een legsel produceren.
De eitjes worden afgezet in rottend hout en worden niet bewaakt zoals ook bij sommige andere skinken voorkomt. Als de jongen uitkomen hebben ze een rode kop en een blauwe staart. Zoals bij wel meer hagedissen dienen deze felle kleuren bij de jongen waarschijnlijk om aan te geven dat ze nog niet geslachtsrijp zijn. Daardoor zien 'bronstige' mannetjes ze niet als concurrent, wat een voordeel is omdat mannetjes agressief zijn tegen soortgenoten.

## Verspreiding en habitat

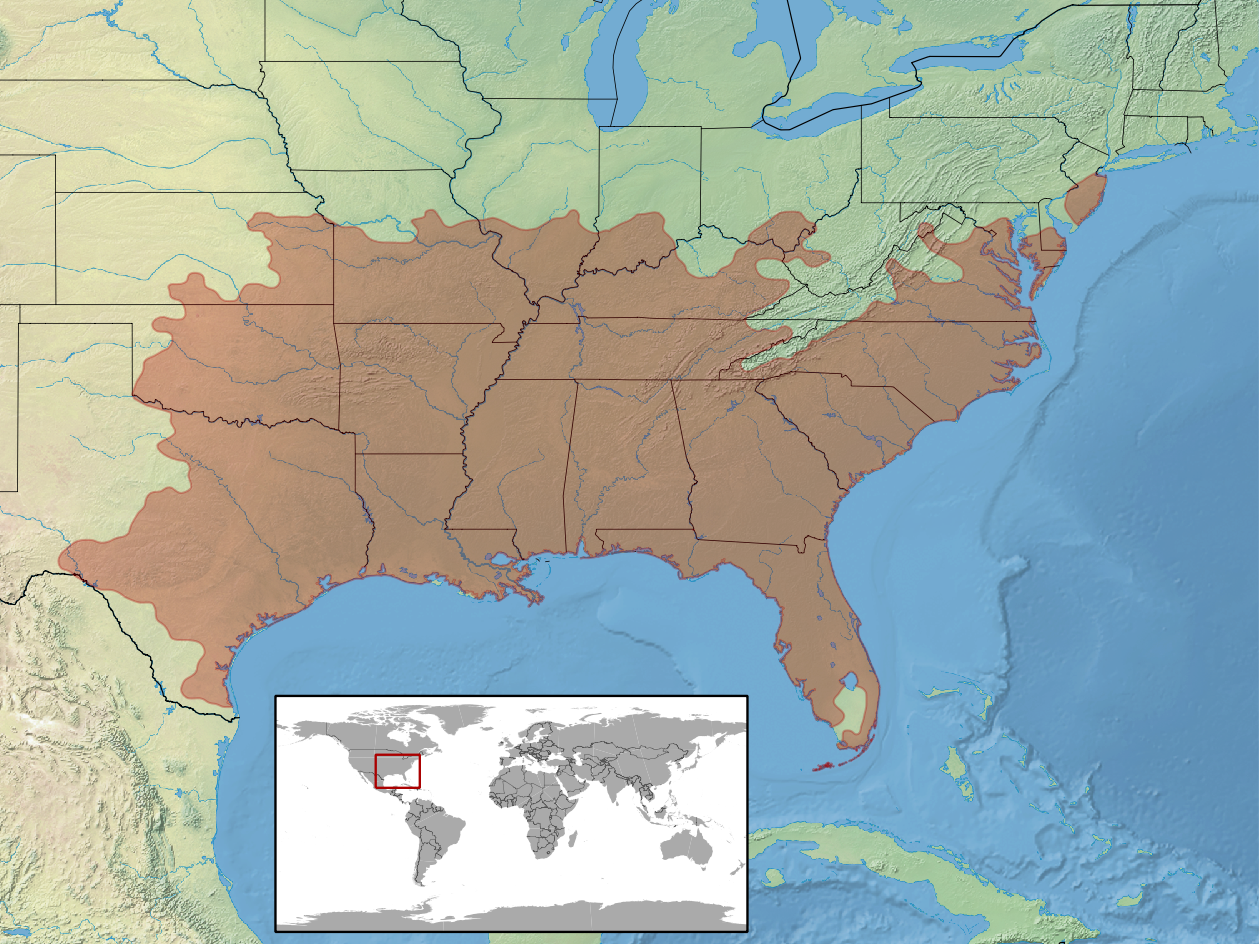
Verspreidingsgebied in het rood.

De kleine bruine skink leeft in het zuiden en westen van de Verenigde Staten en Mexico. In de VS komt de skink voor in de staten Texas, Oklahoma, Kansas, Missouri, Arkansas, Louisiana, Illinois, Indiana, Ohio, Kentucky, Tennessee, Mississippi, Alabama, Georgia, Florida, South Carolina, North Carolina, Virginia, Maryland, West Virginia, Delaware, New Jersey. In Mexico is de hagedis aangetroffen in de staten Coahuila en Nuevo León.
De habitat bestaat uit warme maar vochtige streken, zoals natte heidevelden met bomen, bosranden en drogere delen van moerassen.

## Beschermingsstatus
Door de internationale natuurbeschermingsorganisatie IUCN is de beschermingsstatus 'veilig' toegewezen (Least Concern of LC).

## Afbeeldingen

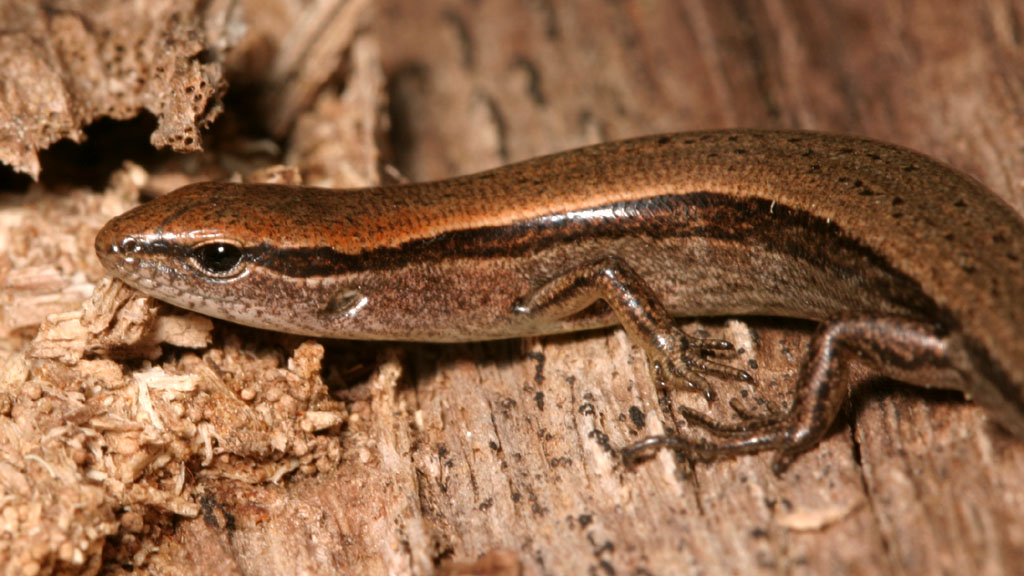
Detail kop
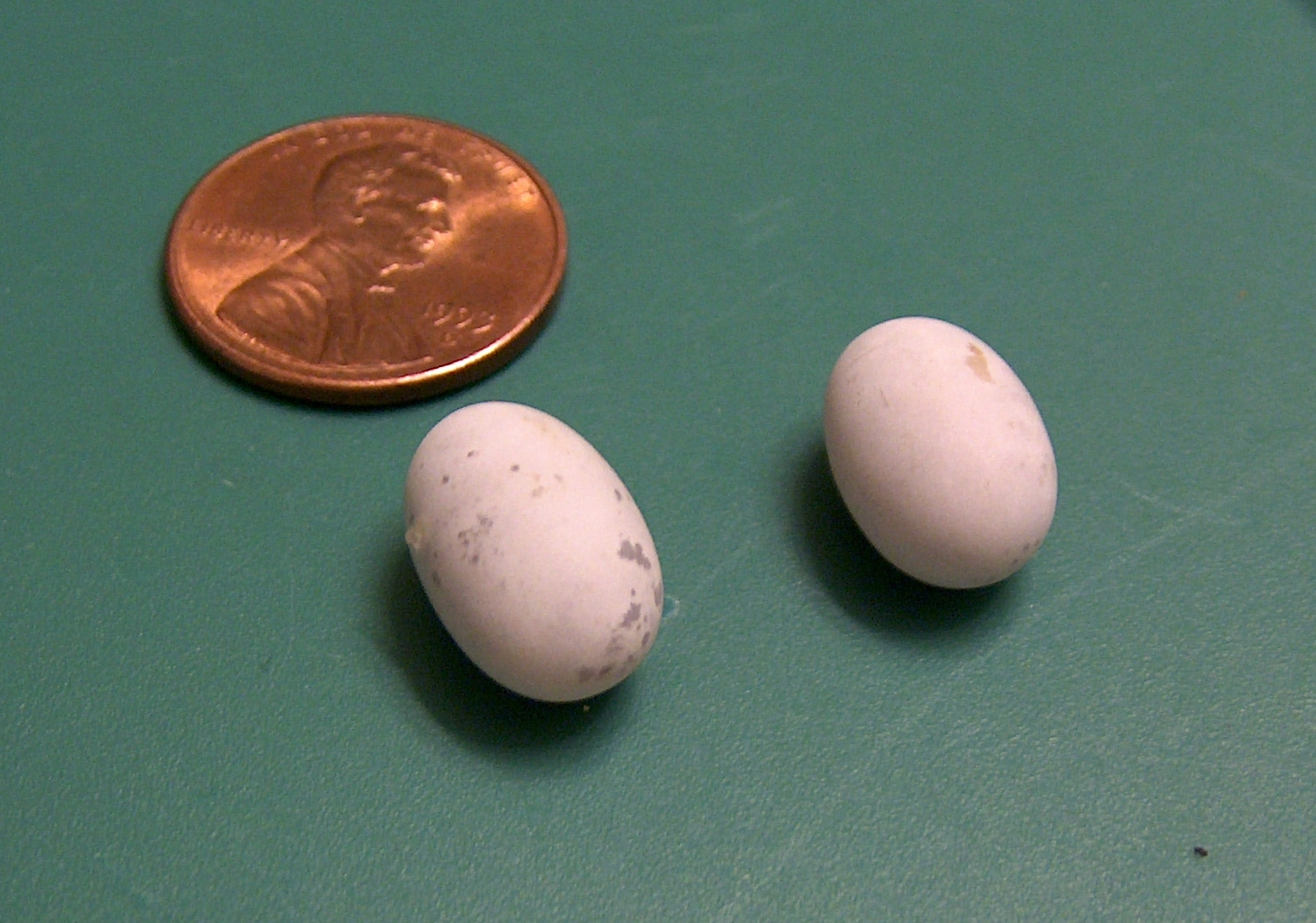
Eitjes naast een Amerikaanse munt
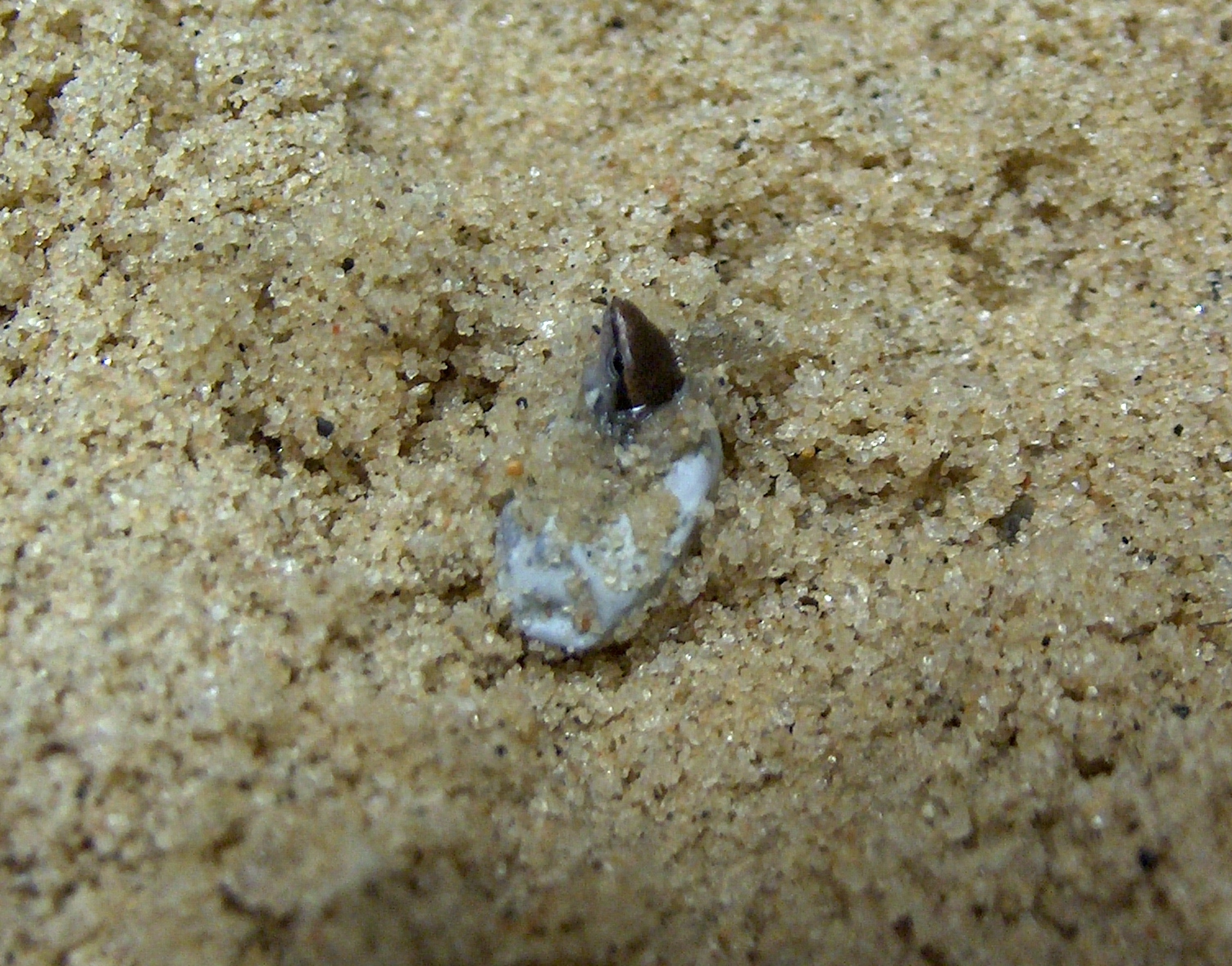
Een jonge skink verlaat het ei